# Silvana Mirvić
Silvana Mirvić (Višegrad, 4 marzo 1971) è un'ex cestista jugoslava, dal 1992 bosniaca.

## Carriera
Con la Jugoslavia ha disputato i Campionati europei del 1991. Con la Bosnia ed Erzegovina ha disputato i Campionati europei del 1999.